# Mark Milligan
Mark Milligan, avstralski nogometaš in trener, * 4. avgust 1985.
Za avstralsko reprezentanco je odigral 80 uradnih tekem in dosegel šest golov.